# Erik Jezik
Erik Jezik (16 ottobre 1973) è un ex calciatore slovacco, di ruolo difensore.

## Carriera

### Nazionale
Conta 3 presenze con la maglia della propria Nazionale.